# Lovesong (filme)
Lovesong é um filme de estrada dramático estadunidense de 2016 dirigido por So Yong Kim, que co-escreveu o filme com Bradley Rust Gray. É estrelado por Jena Malone, Riley Keough, Brooklyn Decker, Amy Seimetz, Marshall Chapman, Ryan Eggold, e Rosanna Arquette.
O filme teve sua estreia mundial no Festival de Cinema de Sundance de 2016 em 24 de janeiro de 2016. Foi lançado em 17 de fevereiro de 2017, pela Strand Releasing.

## Sinopse
Sarah (Riley Keough) é uma dona de casa cujo marido viaja frequentemente a trabalho e ignora as preocupações de Sarah sobre suas ausências. Oprimida pelo isolamento de cuidar de sua filha pequena, Jessie, ela liga para sua melhor amiga Mindy (Jena Malone), que ela não vê há anos, e as duas partem em uma viagem improvisada com Jessie. As duas mulheres discutem seus estilos de vida diferentes com Sarah, acreditando que Mindy é uma pessoa de espírito livre e promíscua. Após uma noite relembrando suas experiências sexuais na faculdade, as duas acabam se beijando, o que os leva a uma intimidade física. No dia seguinte, Mindy fica magoada após Sarah parecer tratar a experiência com indiferença, pensando que aconteceu devido à centelha do momento e à promiscuidade de Mindy. Quando elas param em uma loja de conveniência, Mindy compra uma passagem de volta para sua casa em Nova York e sai abruptamente.
Após três anos de pouco contato, Mindy convida Sarah para seu casamento. Sarah agora está separada de seu marido. Sarah a princípio se sente deixada de lado e isolada, pois está desconectada de Mindy e de sua vida. No entanto, depois que Mindy se convida para o quarto de hotel de Sarah, as duas começam a se reconectar. Na despedida de solteira de Mindy, as duas se beijam.
No dia do casamento de Mindy, as duas vão dar um passeio e discutir sua viagem, a noite em que dormiram juntas e os três anos de ausência. Mindy sente pena de ir embora e elas dizem uma a outra que se amam. Mesmo assim, Mindy segue em frente com seu casamento.[carece de fontes?]

## Elenco
- Jena Malone como Mindy
- Riley Keough como Sarah
- Brooklyn Decker como Lilly
- Amy Seimetz como Chloe
- Marshall Chapman como Jessica
- Ryan Eggold como Leif
- Rosanna Arquette como Eleanor
- Cary Joji Fukunaga como decano
- Jessie Ok Gray como Jessie (3 anos)
- Sky Ok Gray como Jessie (6 anos)

## Produção
Em dezembro de 2014, foi revelado que Jena Malone, Riley Keough, Brooklyn Decker, Amy Seimetz, Marshall Chapman, Ryan Eggold e Rosanna Arquette se juntaram ao elenco do filme, com So Yong Kim dirigindo um roteiro que ela co-escreveu com Bradley Rust Cinza. Alex Lipschultz, David Hansen e Johnny MacDonald serão os produtores do filme, enquanto Mynette Louie, Laura Rister, Julie Parker Benello, Dan Cogan, Geralyn Dreyfous e Wendy Ettinger serão os produtores executivos.

## Lançamento
O filme teve sua estreia mundial no Festival de Cinema de Sundance de 2016 em 24 de janeiro de 2016. Pouco depois, a Strand Releasing adquiriu os direitos de distribuição nos Estados Unidos. O filme foi lançado em 17 de fevereiro de 2017.

## Recepção critica
Lovesong recebeu críticas positivas dos críticos de cinema. Ele detém uma taxa de aprovação de 82% no site Rotten Tomatoes, com base em 28 resenhas, com uma classificação média de 7.4/10. No Metacritic, o filme tem uma pontuação média ponderada de 74 de 100, com base em 14 críticos, indicando "críticas geralmente favoráveis". De acordo com o The Guardian, o filme recebeu 3 estrelas de 5.